# Гелчев-Доли
Гелчев-Доли (пол. Giełczew-Doły) — село в Польщі, у гміні Високе Люблінського повіту Люблінського воєводства.
Населення — 110 осіб (2011).
У 1975-1998 роках село належало до Замойського воєводства.

## Демографія
Демографічна структура станом на 31 березня 2011 року:
|          | Загалом | Допрацездатний вік | Працездатний вік | Постпрацездатний вік |
| -------- | ------- | ------------------ | ---------------- | -------------------- |
| Чоловіки | 48      | 11                 | 29               | 8                    |
| Жінки    | 62      | 7                  | 25               | 30                   |
| Разом    | 110     | 18                 | 54               | 38                   |